# Miguel López de Legazpi

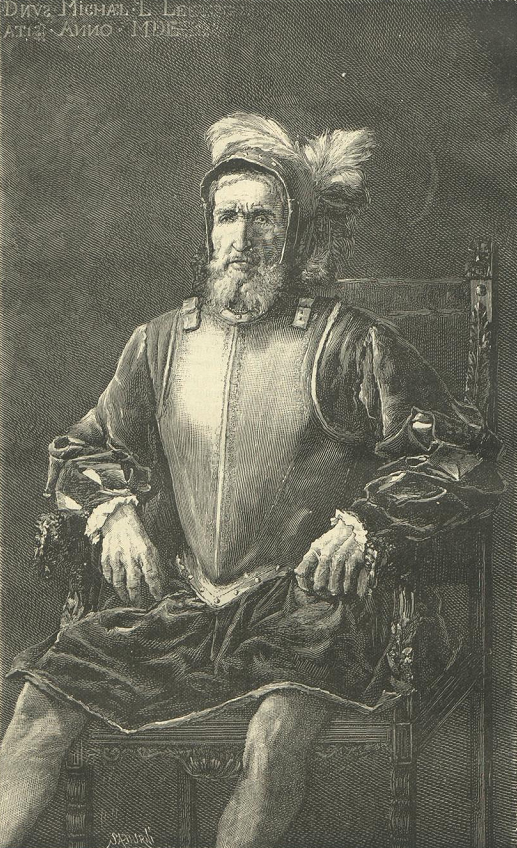
Miguel López de Legazpi

Miguel López de Legazpi (* 1502 in Zumarraga, Guipúzcoa; † 20. August 1572 in Manila, Philippinen) auch bekannt als El Adelantado (Der Gouverneur) und El Viejo (Der Alte) war ein spanischer Conquistador, der im Jahr 1565 die philippinischen Inseln erforschte.

## Leben
Geboren im Jahre 1502 war Miguel López de Legazpi der jüngste Sohn des Ehepaares Don Juan Martínez und Elvira Gurruchategui. Er kam in einer wohlhabenden Familie zur Welt und wuchs in der Kleinstadt Zumárraga in der baskischen Provinz Guipúzcoa in Spanien auf.
Zwischen 1526 und 1527 arbeitete Legazpi als Ratsmitglied für die städtische Regierung seiner Heimatstadt. Im Jahre 1528, als Hernán Cortés die ersten Siedlungen in Mexiko errichtete, wanderte Legazpi nach Neuspanien aus, um ein neues Leben zu beginnen. Dies lag am Tod seiner Eltern und an seiner Unzufriedenheit mit den älteren Geschwistern, die das ganze Vermögen ihrer Eltern erbten. In Tlaxcala (Mexiko) arbeitete er zusammen mit Juan Garcés und dessen Schwester Isabel Garcés. Später heiratete Legazpi Isabel und zeugte mit ihr neun Kinder. Isabel starb in der Mitte der fünfziger Jahre des sechzehnten Jahrhunderts.
Von 1528 bis 1559 arbeitete Legazpi beim Finanzdepartement und Zivilstandsamt von Mexiko-Stadt. Im Jahre 1564 wurde er vom Vizekönig Luis de Velasco beauftragt, eine Expedition im Pazifischen Ozean zu führen. Er sollte die Gewürzinseln finden, die vorher schon von Ferdinand Magellan und Ruy López de Villalobos in den Jahren 1521 und 1543 entdeckt worden waren.
Die Expedition wurde im Auftrag von Philipp II. durchgeführt, nach ihm wurden auch die Inseln benannt. Der Vizekönig starb noch im Juli des gleichen Jahres, aber die Real Audiencia und Legazpi führten die Vorbereitungen für die Expedition weiterhin durch.
Am frühen Morgen des 21. November 1564 legte Legazpi mit fünf bewaffneten Schiffen in Begleitung von 500 Soldaten vom Hafen Barra de Navidad in Jalisco ab.

## Ankunft auf den Philippinen

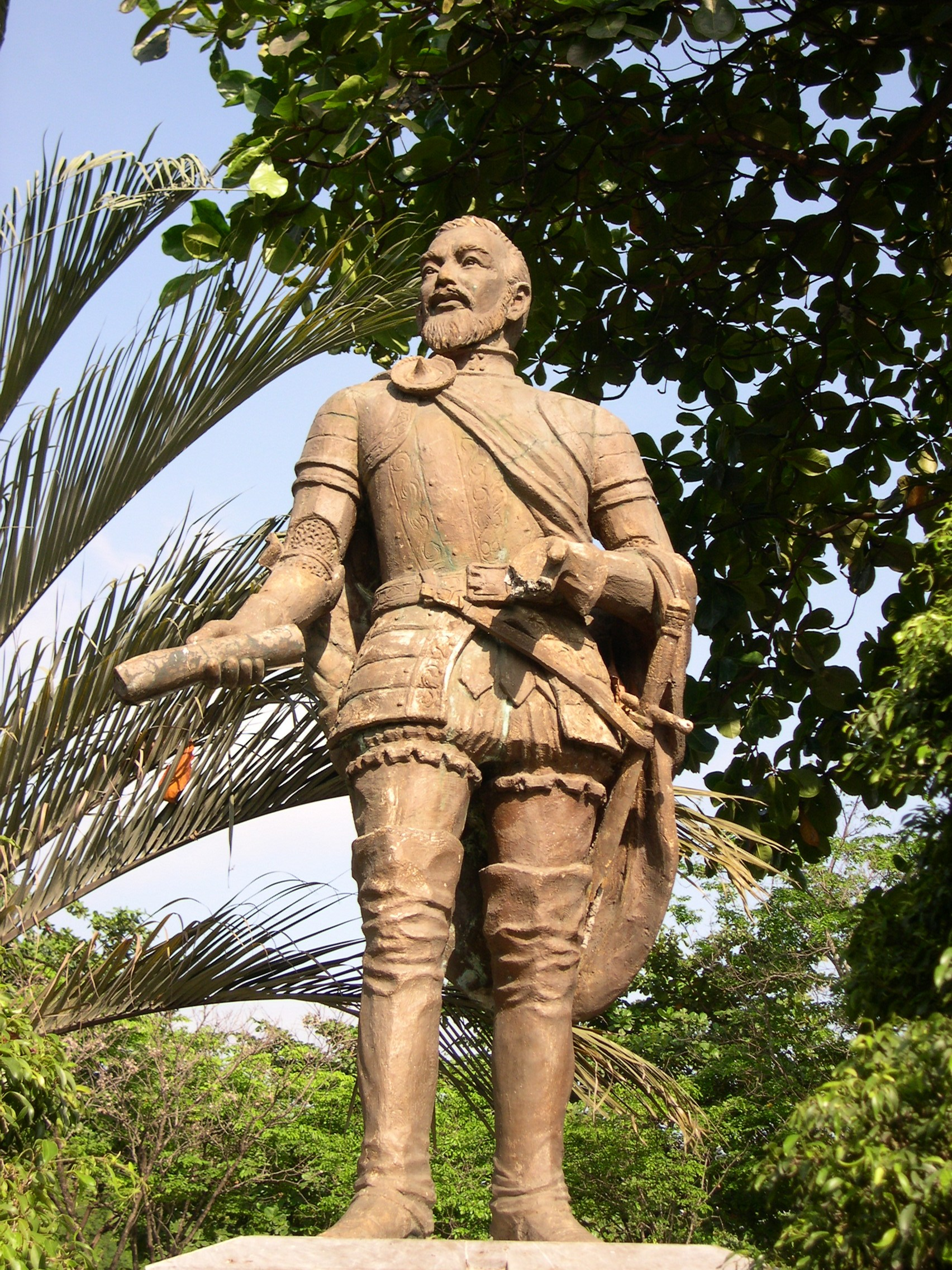
Statue Miguel López de Legazpis vor Fort San Pedro in Cebu City

Legazpi und seine Männer segelten 93 Tage auf dem Pazifik und landeten schließlich im Frühjahr 1565 auf den Marianen, wo sie ihre Schiffe mit Proviant auffüllten. Dies geschah im Konflikt mit den Chamorro.
Legazpi und seine Truppen landeten am 13. Februar 1565 an den Ufern der heutigen philippinischen Insel Cebu. Nach einem kurzen Kampf mit der indigenen Bevölkerung verließen sie Cebu und segelten auf die benachbarten Inseln Leyte und Camiguin. Am 16. März 1565 trieben die Schiffe Legazpis an die Küste von Bohol. Dort erhielten Legazpi und seine Mannschaft Gewürze und Gold, nachdem er die Einheimischen davon überzeugt hatte, dass sie keine Portugiesen waren. Er schloss einen Blutsvertrag mit dem Häuptling Datu Sikatuna als Zeichen der Freundschaft zwischen den beiden Völkern.
Legazpi und seine Männer segelten am 27. April 1565 nach Cebu zurück und zerstörten das Dorf von Rajah Tupas. Auf den Trümmern dieses Dorfes gründeten die Spanier ihre ersten Siedlungen mit den Namen Villa del Santísimo Nombre de Jesús (Dorf im heiligen Namen Jesus) und Villa de San Miguel (Dorf des heiligen Michael).
Im Jahr 1567 trafen 200 spanische und mexikanische Truppen im Auftrag des spanischen Königs in Cebu ein, gründeten eine Stadt und errichteten den Hafen Fuerza de San Pedro. Von diesem Hafen aus handelten sie mit Mexiko und schützten sich dabei vor den Revolten der Einheimischen.
Im Jahr 1568 schickte Legazpi einen seiner Männer nach Spanien, damit er einen ausführlichen Report über die Fortschritte auf den Philippinen anfertigen konnte.
Bei der Eroberung Manilas blieb Legazpi selber aus gesundheitlichen Gründen und wegen seines fortgeschrittenen Alters auf Cebu zurück. Als er schließlich vom Reichtum in Manila hörte, sandte er Leutnant Martín de Goiti und Kommandant Juan de Salcedo in den Norden, um dieses Gebiet zu erforschen.

## Die Eroberung Manilas
Im ausgehenden Jahr 1569 verließen 300 spanische Soldaten, Kavalleristen und einige Indios unter der Leitung von Martín de Goiti die Insel Cebu und begaben sich auf eine Expedition, um den nördlichen Teil der Visayas-Inseln zu erforschen. Sie erforschten die Inseln Panay und Mindoro. Sie gerieten dabei in Konflikt mit chinesischen Händlern und Piraten. Goiti und Salcedo besiegten die Chinesen schließlich und gründeten auf diesen Inseln die ersten spanischen Siedlungen.
Am 8. Mai 1570 erreichten die Spanier Manila und gingen an der Manilabucht an Land. Die Spanier waren von der Größe des Hafens beeindruckt. Goiti und seine Soldaten wurden von den muslimischen Bewohnern freundlich empfangen. Sie kampierten schließlich einige Wochen dort und täuschten dem muslimischen König Rajah Sulayman ein Bündnis vor. Sie gaben dem König vor, dass sie nur vorübergehend in Manila bleiben wollten, was aber ihren tatsächlichen Absichten nicht entsprach. Rajah Sulayman seinerseits war schon mit Rajah Matanda von Sapa und dem Lakandula von Tondo verbündet.
Am 24. Mai 1570, nach zahlreichen Schlachten zwischen den zwei Gruppen, marschierten die spanischen Truppen zu den muslimischen Siedlungen in Tondo. Die schwer bewaffneten Spanier besiegten schließlich die muslimischen Einheimischen und eroberten anschließend das Gebiet um Manila.
Im gleichen Jahr kamen immer mehr Verstärkungen auf den Philippinen an und forderten schließlich Legazpi auf, Cebu zu verlassen. Er nahm 250 Soldaten und 600 einheimische Krieger mit, um die Regionen von Leyte und Panay zu erforschen. Im folgenden Jahr folgte Legazpi Goiti und Salcedo nach Manila, nachdem er hörte, dass die Stadt erobert worden war.
In Manila schloss er einen Friedenspakt mit den muslimischen Räten Rajahs Sulayman, Matanda und Lakandula. Die Muslime und die Spanier einigten sich darauf, einen Stadtrat aus zwei Bürgermeistern, 12 Räten und einem Sekretär aufzubauen. Legazpi stellte schließlich am 24. Juni 1571 eine dauerhafte Niederlassung her und gründete die Festung Intramuros. Er erklärte Manila zum Hauptsitz der spanischen Regierung im westlichen Pazifischen Ozean.
Mit Hilfe von Augustinern und Franziskanern stellte er eine Regierung auf den Inseln her. Er wurde der erste Gouverneur der Philippinen und missionierte die Einheimischen zum katholischen Glauben. Die, die sich ihm widersetzten, wurden gequält und getötet. Denen, die auf seiner Seite waren, wurde ähnlich wie in Lateinamerika Großgrundbesitz (encomiendas) zugesprochen.

## Die letzten Jahre
Legazpi regierte die Kolonie ein Jahr lang, bevor er 1572 in Manila an einer Herzinsuffizienz starb. Er starb verarmt und hinterließ nur eine Handvoll Pesos, die er während der Zeit seiner Entdeckungen erhalten hatte. Legazpi wurde in der Kirche San Agustín in Intramuros beigesetzt.
Bis zum Tod Legazpis waren die Regionen von Luzon, Visayas und Teile des Nordens von Mindanao unter spanischer Hand. Für die nächsten 256 Jahre waren die Philippinen eine Kolonie Neuspaniens (heute Mexiko).

## Briefe an den spanischen König
Während seiner letzten Jahre schrieb Legazpi dem spanischen König Philipp II. einige Briefe über seine Entdeckungen. Diese Briefe sind heute im Archivo General de Indias in Sevilla zu sehen.